# Alexander Wolfe
Alexander Wolfe, właśc. Axel Tischer (ur. 5 listopada 1986 w Dreźnie w Niemczech) – niemiecki profesjonalny wrestler, obecnie występujący w federacji WWE w rozwojowym brandzie NXT.

## Kariera profesjonalnego wrestlera

### Federacje niezależne (2004–2015)
Tischer rozpoczął treningi w wieku 13 lat w Dreźnie. Tischer występował w federacjach niezależnych w Europie (głównie Niemczech), przede wszystkim w German Stampede Wrestling, the German Wrestling Federation i Westside Xtreme Wrestling. W 2012 pokonał El Generico i zdobył wXw Unified World Wrestling Championship. Trzymał mistrzostwo prawie rok i utracił na rzecz Tommy’ego Enda.

### WWE

#### NXT (od 2015)

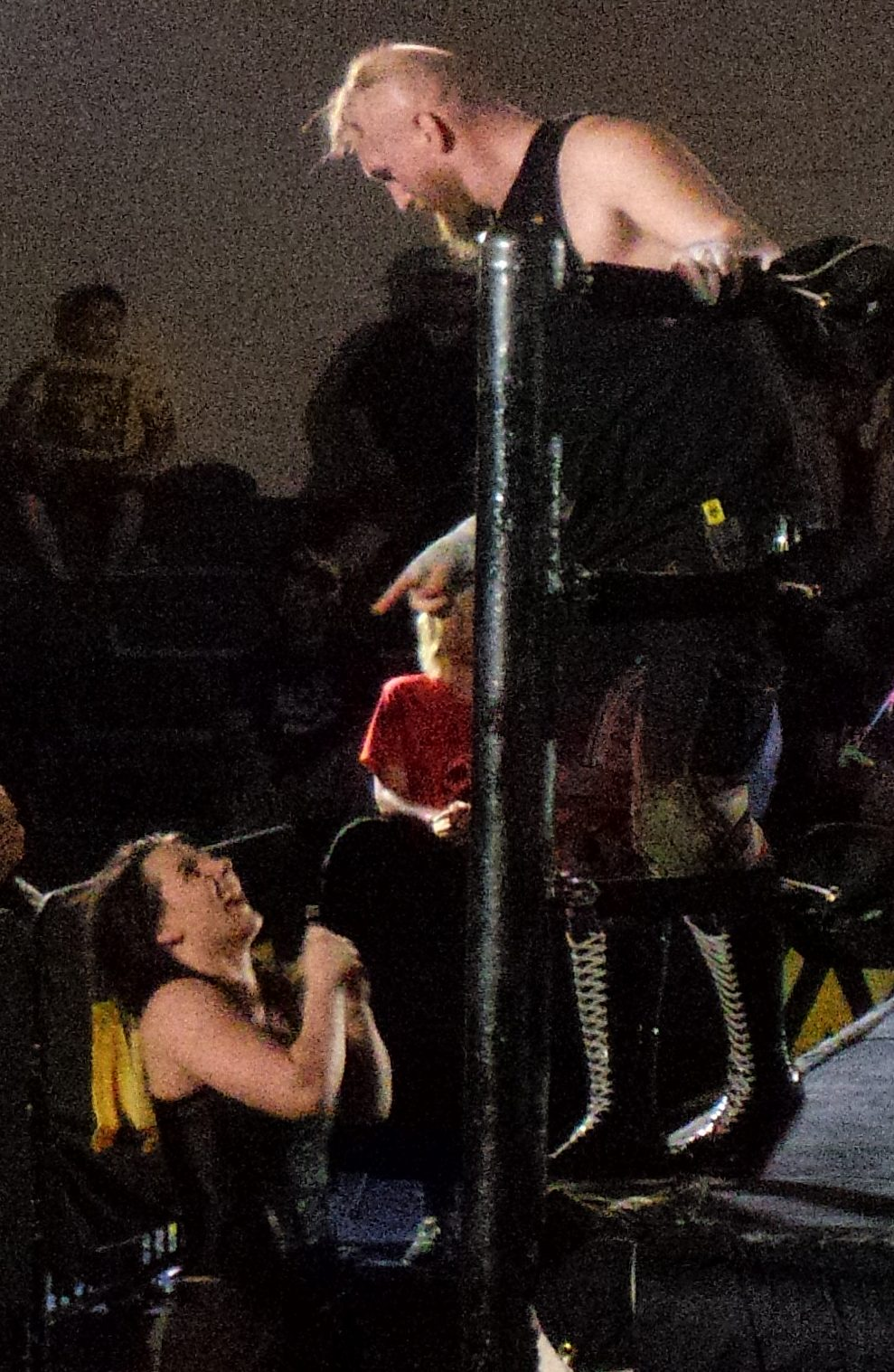
Wolfe z członkinią grupy Sanity Nikki Cross.

W kwietniu 2015 Tischner był jedną z dziesięciu osób, które podpisało kontrakt z WWE i rozpoczęło treningi w WWE Performance Center. Jego telewizyjny debiut odbył się 15 lipca 2015 podczas odcinka tygodniówki NXT, gdzie przegrał z Samoa Joe. W sierpniu 2015 przybrał pseudonim ringowy Alexander Wolfe.
W 2016 uformował drużynę z Sawyerem Fultonem występując z nim podczas gal typu house show. W październiku wraz z Erikiem Youngiem, Nikki Cross i Sawyerem utworzył grupę Sanity, która zadebiutowała 12 października podczas tygodniówki NXT; Wolfe i Fulton pokonali Bobby’ego Roode’a i Tye'a Dillingera w pierwszej rundzie turnieju Dusty Rhodes Tag Team Classic. 2 listopada pokonali T.J. Perkinsa i Kōty Ibushiego, lecz w półfinale odpadli przegrywając z TM-61. 19 sierpnia 2017 podczas gali NXT TakeOver: Brooklyn III Wolfe i lider Sanity Eric Young pokonali The Authors of Pain zdobywając NXT Tag Team Championship; Wolfe stał się pierwszym Niemcem zdobywającym mistrzostwo w tej federacji.

## Inne media
Postać Alexandra Wolfego po raz pierwszy przedstawiono w grze WWE 2K18.

## Styl walki
- Finishery
  - Death Valley driver[3][9]
  - Sitout powerbomb[3][9]
- Inne ruchy
  - Enzuigiri[3]
  - Wariacje suplexów:
    - Exploder suplex[3][9]
    - German suplex[3][9]
    - Northern Lights suplex[9]
    - Sleeper suplex[9]
    - Vertical suplex[9]

  - Rear naked choke[3]
- Z Sawyerem Fultonem
  - Drużynowe finishery
    - Vertical suplex (Wolfe) i Front powerslam (Fulton)[10]
- Menedżerowie
  - Svetlana Kalashnikova[4]
  - Eric Young
  - Nikki Cross
- Przydomki
  - „Axeman”[11]
- Motywy muzyczne
  - „Tell Me” ~ Story of the Year (federacje niezależne)[3]
  - „Monstercrazy” ~ annisokay (federacje niezależne)[3]
  - „Formula One” ~ Darren B. Loveday i Stephen Loveday (NXT; 2015 – 20 kwietnia 2016)
  - „Controlled Chaos” ~ CFO$[12] (NXT; od 15 września 2016; używany podczas członkostwa w grupie Sanity)

## Mistrzostwa i osiągnięcia
- East Side Wrestling
  - ESW Deutsche Meisterschaft Championship (1 raz)[3]
- German Stampede Wrestling
  - GSW Breakthrough Championship (1 raz)
  - GSW Tag Team Championship (1 raz) – z Ivanem Kievem
- German Wrestling Federation
  - GWF Berlin Championship (1 raz)[3]
- Westside Xtreme Wrestling
  - wXw Shotgun Championship (1 raz)[13]
  - wXw Unified World Wrestling Championship (1 raz)[4]
- WWE NXT
  - NXT Tag Team Championship (1 raz, obecnie) – z Erikiem Youngiem i Killianem Dainem